# Palpostoma testaceum
Palpostoma testaceum là một loài ruồi trong họ Tachinidae.